# 山田永俊

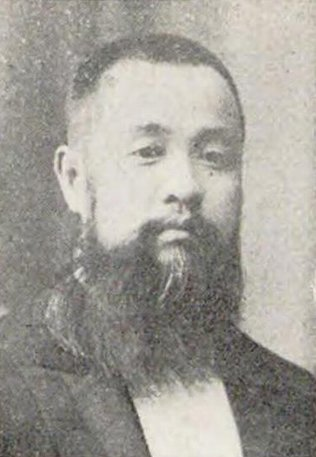
山田永俊

山田 永俊（やまだ えいしゅん、明治5年10月13日（1872年11月13日） – 昭和31年（1956年）9月24日）は、日本の衆議院議員（立憲政友会→政友本党）。医師。漢詩人。

## 経歴
岐阜県本巣郡七郷村（現在の岐阜市）出身。済生学舎で学び（現・日本医科大学）、1895年（明治28年）に医術開業試験に合格。1901年（明治34年）に岐阜市に眼科医院を開業した。1913年（大正2年）より岐阜市会議員に選ばれ、議長にも選出された。
1920年（大正9年）、第14回衆議院議員総選挙に出馬し、当選を果たした。
その他、岐阜県医師会長、同保険部長、日本医師会理事、同副会長、岐阜脳病院理事長などを務めた。
また五洋と称し漢詩を善くした。昭和31年細菌性髄膜炎にて急逝。遺族により『五洋詩鈔』が刊行されている(昭和37年)。